# The best covers of DREAMS COME TRUE ドリウタ Vol.1
『The best covers of DREAMS COME TRUE ドリウタ Vol.1』（ザ ベスト カヴァーズ オブ ドリームズカムトゥルー ドリウタ Vol.1）は、DREAMS COME TRUEのトリビュート・アルバム。2017年7月7日にUNIVERSAL SIGMAから発売された。

## 概要
「ドリウタ」は吉田美和によって命名された。

## 収録曲
| #   | タイトル | 作詞 | 作曲・編曲 |
| --- | --- | ---- | ---------- |
| 1.  | 「決戦は金曜日」(1992年に発売した11枚目のシングル。三浦大知がカバー。前作ではNICO Touches the Wallsがカバー。) |      |            |
| 2.  | 「大阪LOVER」(2007年に発売した38枚目のシングル。Da-iCEがカバー。)                                              |      |            |
| 3.  | 「Ring! Ring! Ring!」(1990年に発売した6枚目のシングル。Little Glee Monsterがカバー。)                          |      |            |
| 4.  | 「笑顔の行方」(1990年に発売した5枚目のシングル。D-LITEがカバー。)                                              |      |            |
| 5.  | 「さよならを待ってる」(1990年に発売した7枚目のシングル。Ms.OOJAがカバー。)                                     |      |            |
| 6.  | 「何度でも」(2007年に発売した35枚目のシングル。山本彩がカバー。前作ではMay J.がカバー。)                       |      |            |
| 7.  | 「未来予想図II」(1989年に発売した2ndアルバム『LOVE GOES ON…』収録曲。MACOがカバー。前作では三浦大知がカバー。) |      |            |
| 8.  | 「LOVE LOVE LOVE」(1995年に発売した18枚目のシングル。井上苑子がカバー。前作では徳永英明がカバー。)             |      |            |
| 9.  | 「三日月」(1999年に発売した23枚目のシングル収録曲。坂本真綾がカバー。)                                         |      |            |
| 10. | 「すき」(1994年に発売した16枚目のシングル。GACKTがカバー)                                                      |      |            |